# Orderías (Tineo)
Orderías (oficialmente y en asturiano: Orderias) es una entidad de población española del municipio de Tineo, perteneciente a la comunidad autónoma del Principado de Asturias.

## Historia
A mediados del siglo XIX, el lugar pertenecía a la parroquia de San Frutuoso y Erechoso y al ayuntamiento de Cangas de Tineo. Aparece descrito en el decimosegundo volumen del Diccionario geográfico-estadístico-histórico de España y sus posesiones de Ultramar de Pascual Madoz de la siguiente manera:

ORDERIAS: l. en la prov. de Oviedo, ayunt. de Cangas de Tineo y felig. de San Frutuoso y Erechoso (V.).
(Madoz, 1849, p. 299)

En la Enciclopedia universal ilustrada europeo-americana (1919) aparece mencionada como un lugar del municipio de Tineo y de la parroquia de San Fructuoso. En 2023, la entidad singular de población de Orderías tenía empadronados 17 habitantes.